# Colònia del Gabon
La colònia de Gabon fou una entitat colonial de França que va existir per dues vegades:
- La primera del 1883 al 1886 quan es va separar de la colònia de Costa d'Ivori-Gabon formant una colònia separada efímera que fou integrada al Congo Francès com a Territori del Gabon.

- La segona del 1903 al 1910 quan es va separar del Congo Mitjà i va formar una colònia separada fins al 1910 quan es va integrar a l'Àfrica Equatorial Francesa que era una mena de federació de colònies, com a (sub)colònia de Gabon fins al 1934 (llavors fou regió del Gabon i el 1937 Territori del Gabon). El 1910 la capital de l'Àfrica Equatorial Francesa fou establerta a Brazzaville. Per l'explotació minera la província d'Alt Ogooué va ser transferida del Congo a Gabon el 1925 però retornarà al Congo el 1946.

## Governadors de la Colònia de Gabon 1883-1886
- Jean Joseph Alfred Cornut-Gentille 1883-1885
- Georges Émile Pradier 1885-1886

## Governadors de la Colònia de Gabon 1903-1910
- 1904 - 1905 Louis Auguste Bertrand Ormières
- 1905 Paul Jean François Cousturier
- 1905 - 1906 Alfred Louis Fourneau
- 1906 - 1907 Charles Henri Adrien Noufflard
- 1907 Alfred Albert Martineau
- 1907 - 1909 Édouard Émile Léon Telle
- 1909 Frédéric Claude Weber
- 1909 Charles Amédée Rognon
- 1919 - 1910 Léon Félix Richaud (interí)

## Tinents governadors de la (Sub)colònia de Gabon 1910-1934
- 19109 - 1910 Léon Félix Richaud (interí)
- 1911 - 1912 Georges Virgile Poulet
- 1912 - 1914 Paul Pierre Marie Georges Adam
- 1914 - 1917 Marie Casimir Joseph Guyon
- 1917 - 1918 Georges Thomann
- 1918 - 1919 Maurice Pierre Lapalud
- 1919 - 1922 Jean Henri Marchand
- 1922 - 1923 Edmond Émilien Cadier
- 1923 - 1924 Louis Nicolas Jean Marie Cercus
- 1924 - 1931 Marie Joseph Jules Pierre Bernard
- 1931 Louis Vingarassamy
- 1931 - 1934 Louis Alexis Étienne Bonvin